# Hurricane (canção de Eden Golan)
"Hurricane", originalmente conhecida como "October Rain", é uma canção da cantora israelo-russa Eden Golan. Descrita como uma música que conta a história de uma «jovem mulher a sair de uma crise pessoal» pela jornalista do Israel Hayom, Eran Swissa, a canção foi escrita por Avi Ohayon, Keren Peles e Stav Beger. Foi lançada a 10 de Março de 2024 pela editora Session 42. «Hurricane» representou Israel no Festival Eurovisão da Canção de 2024. A canção atuou na 2ª semifinal, a 9 de Maio de 2024, tendo sido apurada para a final e na classificação geral, a 11 de Maio de 2024, ficou em quinto lugar e em segundo lugar na votação do público, em Portugal ficou no 1.º lugar do televoto.
A canção foi alvo de forte escrutínio devido ao seu título original, que, juntamente com a letra, foi visto como uma mensagem política alusiva à guerra entre Israel e o Hamas, em apoio a Israel e às Forças de Defesa de Israel (IDF).Consequentemente, a União Europeia de Radiodifusão, a organização que gere o Festival Eurovisão da Canção, solicitou uma reescrita da canção no final de Fevereiro de 2024. Após várias submissões e reescritas, uma versão final revista, agora intitulada «Hurricane», foi aprovada pela EBU a 7 de Março. A canção em ambas as versões, bem como a própria Golan, foram objeto de numerosos apelos à sua exclusão do concurso.

## Antecedentes e composição
A canção foi escrita por Avi Ohayon, Keren Peles e Stav Beger. De acordo com Eran Swissa do Israel Hayom, a canção conta a história de uma «jovem mulher a sair de uma crise pessoal». A canção foi lançada a 10 de Março de 2024 numa emissão especial do canal israelita Kan 11. Segundo consta, trata-se de uma reescrita de uma versão anterior da canção, intitulada «October Rain», em resposta ao facto de ter sido rejeitada pela União Europeia de Radiodifusão para participar no Festival Eurovisão da Canção. De acordo com um relatório da Ynet, horas antes de a canção ser oficialmente lançada, a canção na sua totalidade foi divulgada.